# Iモード
iモード（アイモード、i-mode）は、NTTドコモ（以下、ドコモ）の対応携帯電話（フィーチャーフォン）にてキャリアメール（iモードメール）の送受信やウェブページ閲覧などができる世界初の携帯電話IP接続サービスである。新規受付を2019年9月30日で終了、2026年3月31日のFOMA停波と共にサービスを終了する。

## 概要
NTTドコモに所属した松永真理・夏野剛・榎啓一・栗田穣崇などが、携帯電話を利用したインターネットビジネスモデルとしてアイディアを生み出した。「iモード」の『i』は、インタラクティブ・インフォメーション・インターネットの頭文字の『i』、そして英語で「私」の意味の『i』であるとされる。
1999年1月25日に発表され、同年2月にサービス開始。サービス開始時に広末涼子（1998年までドコモ中央のポケットベルのキャラクター）をイメージキャラクターに起用。当初からネットバンキング、待受壁紙、着信メロディの配信などのiメニューサイトが立ち上げられ、それを利用する様のテレビコマーシャルが放映された。
メール機能のiモードメールは、ショートメールや10円メールよりも通信料が廉価でインターネットメールとして使えることから、サービス開始当初から爆発的に普及した。1999年7月からiモードの通信が繋がりにくくなる現象が発生するようになり、2000年3月28日にサーバー設定の人為的ミスにより全国で約3時間iモード接続が利用不能となる障害が発生。その後同年6月まで繋がりにくくなるトラブルが頻発し、連日報道されることになった。加入者の急激な増加による通信トラフィックの増加によりiモードセンターの処理能力を超えてダウンしたことが主因とされた。対応策としてiモード関連の広告展開の休止・502iシリーズの出荷台数制限などで新規加入者を抑制させつつ、当時全国1箇所のみであったiモードセンターを早期に増設することを発表。同年8月頃には一通りの対応を完了した。これを教訓に、iモードのゲートウェイシステムGRIMMを破棄し、2003年にCiRCUSに移行した。
iモードの大ヒットにより、サービス開始後にDDIセルラー・IDO（現・au(KDDI・沖縄セルラー電話連合)）はそれぞれEZweb・EZaccess（現在はEZwebに統一）、J-フォン（現ソフトバンク）はJ-スカイ（現・Yahoo!ケータイ）といった同業他社も同種サービスの提供でiモードに追従した。
サービス開始当初はデジタル・ムーバの高付加価値サービスという位置付けで、フラッグシップモデルの50Xiシリーズに限定して展開されたが、スーパードッチーモやスタンダードモデルの209iシリーズ以降にもiモードに対応させた。また、ノキア、ソニー、エリクソンといったデジタル・ムーバ外のメーカーからも登場し、2001年以降に発売されたフィーチャーフォンは海外メーカー製を除いてほぼ全てがiモード対応となっている。なお、シティフォン・カーフォン・ワイドスターは非対応である。また、1999年末で新規受付を終了した「ドニーチョ」契約（平日夜間と週末・祝日終日のみ利用可能で平日日中は着信も不可）ではiモードを契約することができない。
NTTドコモは2006年1月時点で世界最大（登録者数45,687,117人）のワイヤレスインターネットプロバイダとしてギネス・ワールド・レコーズから認定を受けている。
しかし、専用コンテンツを持たずともPC向けのコンテンツにアクセスできるスマートフォンが登場したことで、代替的存在であったiモードは衰退。スマートフォンへの移行によりiモード契約者が減少したことから、2015年発売のP-01Hを最後に新機種は発売されておらず、2016年11月2日にiモードケータイの出荷を同年中に終了することが発表された。らくらくホンシリーズについては出荷を継続するとしていたが、これについても2017年6月までに販売を終了し、iモード対応携帯電話を新品で購入することは不可能となった。2019年9月30日には新規受付が終了。

## 特徴

### 基本操作
iモードボタン（携帯電話端末の『i』ロゴボタン）を押すことでiモードが起動してiメニューが表示され、iモードブラウザ等の各種サービスの項目からコンテンツを選択することで使用することが可能である。iモードブラウザーでは、各種サービスの登録にて有料、無料問わずコンテンツが楽しめるシステムになっている。基本操作は矢印ボタンと決定ボタンで行い、文字入力などは番号ボタンを使用する。メニュー項目選択時に番号ボタンを押すことで直感的な操作も可能である。iアプリについては、『i』ロゴボタンを長押しすることでiアプリメニューが起動し、各種アプリを選択する。
iモードメールを使用する場合は、携帯電話端末の『i』ロゴボタンとは別に独立したメールボタンを押すことでメールブラウザが起動し、文字の入力、iショット画像の添付、メール送信が可能である。受信メールの閲覧はメールブラウザを起動することで可能である。尚、iモードメールのドメインは「○○○○○@docomo.ne.jp」である。

### 通信
通信はパケット方式（movaではDoPaを使用）で行われ、通信料金は通信時間単位ではなく通信データ量（パケット量）に応じた課金システムとなっている。利用にあたっては、iモード基本料、iモード付加機能使用料、パケット通信料が課金される（→#基本料金）。iモードブラウザではページの更新時に、iモードメールではメールの送受信時及びiショット画像のアップロード時に(iショット画像や他社の画像メールサービスの受信時は、iモードブラウザの通信データ量に準拠)、iアプリでは、アプリにもよるがアプリ側が通信を要求して認可した場合に通信データ量が発生する。
初期の頃は、通信データ量に応じて料金が加算される従量制の課金システムのため、iモードの使用頻度が多くなるにつれて通信データ量が多くなり、結果的に莫大な使用料金となるいわゆる「パケ死」が社会問題となっていた。FOMAでは通信データ量が見直され、後にパケット通信料が定額制の「パケ・ホーダイ」の開始により、パケ死の問題は解消された。

### システム
端末がアクセスポイントとして接続するiモードセンターは、閉鎖的な「iモード専用ネットワーク」と外部のインターネットに接続するゲートウェイの役割がある。iモード専用ネットワーク内ではNTTドコモに認可されたコンテンツプロバイダによる各種ウェブサイトがiメニューサイトを介して提供される。情報料を設定することが可能であり、課金する場合はドコモがiモード情報料として課金徴収代行を行う。
また、iモードメールの設定や契約情報の変更（eサイト）なども行える。外部のインターネットからiモード専用ネットワーク内のURLを指定しても403エラー（アクセス拒否）または「お客様のご利用機種には対応しておりません」と応答するなど高セキュリティとなっている。
iモードのシステムは、2003年からNTTデータと日本電気が共同開発したCiRCUSによって運用され、CARNiVALというシステムによって24時間365日有人監視されている。

### ウェブの規格
携帯電話業界の規格であるWAP・HDML・WMLを採用せず、一般的に普及しているHTTPとHTMLを採用したことにより、コンテンツの開発が容易になった。これによって、iモードサービス開始後も、iアプリ、iエリア、デコメール、iモードFelicaなどの派生サービスを投入できた。
ウェブの通信プロトコルおよび記述言語は、HTTPと、Compact HTML（HTMLのサブセット）を採用している。2001年に登場したFOMAではIMT-2000規格のパケット通信によってiモードに接続する。
iモードの正式なコンテンツプロバイダとして承認されていない企業や個人でも Compact HTMLで記述し、インターネットのWebサーバー上に勝手サイトとして公開することでコンテンツを提供することが可能であった。当然ながら、ISPとなるドコモは勝手サイトの内容については一切関知していない。

## 機能
機種により利用できる機能は異なる。
- iモードブラウザ（ウェブサイトアクセス）
  - iメロディ（着信メロディ）
  - iエリア
  - iモーション
  - フルブラウザ
- iモードメール（キャリアメール）
  - iショット
  - iモーションメール
  - デコメール
  - チャットメール - 複数のiモード加入者でリアルタイムにメールを送受信し、結果的にチャットのような機能を提供
  - iモードメールplus
    - デコメールピクチャ
    - タイマーメール - iモード加入者へのメール送信予約機能
    - フレンドメール - iモード加入者のメーリングリスト機能

  - 音声入力メール
  - iモード.net - パソコンの Mydocomo のサイトからiモードメールの送受信を行うことができる。新着確認ツールをパソコンにダウンロードをすれば、iモードメールの新着をパソコンで知ることができる。
    - iモード.netモバイルモード
- iアプリ
  - 携帯電話ゲーム・ソーシャルゲーム
  - 電子書籍
  - 携帯コミック
  - 地図アプリ
- iモードFelica
  - トルカ
  - iD (クレジット決済サービス)
  - かざす請求書 - ドコモの請求書や各種収納代行業者の払込票の情報を専用iアプリを経由してiモードFelicaに取り込み、対応しているコンビニエンスストアのFelica R/Wにかざすことで支払うことが可能なサービス。2012年3月31日終了。
- メロディコール（オプションパック割引）
- マチキャラ
- iチャネル
- iコンシェル
- ドコモ動画、BeeTV
- 音楽配信 - 着うた・着うたフル
  - Music&Videoチャネル
  - うた・ホーダイ
- dマーケット
- i Bodymo
- オートGPS
- iウィジェット
- ドコモコミュニティ（ソーシャル・ネットワーキング・サービス）
- ドコモプレミアクラブ
- eサイト - iモードのサイト上から料金プラン・割引サービス。オプションサービスの申込・変更・廃止、資料請求、クレジットカード等を使った料金の支払いといった手続きが可能。My docomoと同様のサービスを利用することができる。
- ドコモマイショップ
- ドコモケータイ払い
- combien（コンビエン） - 月々のドコモ利用料金を請求書払いとしている契約者を対象に、請求書に代えてQRコードをam/pmやミニストップのレジに設置されたリーダーにかざすことで支払うことが可能なサービス。2012年2月29日終了。
- AOLi - 2001年2月から2004年8月までドコモAOLが提供していたスクリーンネーム＠aol.com ドメインのWebメールサービス。25000文字までの送受信に対応。設定により受信メールをiモードメール宛に先頭250文字まで転送することができた。
- ドコモWebメール - iモードメールとは別にgooのプラットフォームを利用したxxx＠dwmail.jp ドメインのWebメールが利用できる。iモード、iアプリの他にPCからも利用が可能となり、プロバイダなどのメールも統合ができる。
- ホームU
- ポケットU

## 基本料金
日本国内でiモードを利用する場合、以下の基本料金と端末別に設定されたパケット利用料金、アクセスするサイトによってはiモード情報料が必要となる。
iモード付加機能使用料は324円（本体価格300円）。2005年11月1日に行われた統一プラン導入以来210円（本体価格200円）で設定されていたが、2008年6月分から315円（本体価格300円）に値上げした。movaサービスが終了した2012年3月31日まではFOMAとmovaで共通だった。2014年4月分からは消費税増税により税込価格が324円となる。
2010年4月よりISPセット割の対象となり、spモードやmoperaと組み合わせて契約することで、300円～450円の割引となる。

## iモード端末一覧

### 日本国外発売端末
- ソニー・エリクソン・モバイルコミュニケーションズ
  - K610im
- 日本電気
  - N223i
  - N341i
  - N411i
  - N600i
- モトローラ
  - SLVR L6 i-mode
  - SLVR L7 i-mode
  - RAZR V3xx i-mode
  - E378i
- ノキア
  - 6120 classic
  - 6124 classic
  - N70 i-mode
  - Nokia N73 Music Edition
  - Nokia E65
  - 2007年9月25日、NTTドコモはS60（3rd Edition）上で動作するiモード用アプリケーションソフトを開発し、日本国外の提携オペレータへ提供を開始したと発表した[9][10][11]。iモードブラウザとiモードメール、iアプリ、iモード.net、さらにiチャネルも利用できる。S60 3rd Edition 搭載で、ノキアのNTTドコモ向け端末であるNM705iにも搭載された。
- LG電子
  - L342i
- Samsung
  - S342i
  - S400i
  - S410i
  - S500i
  - Z320i
- 三菱電機
  - M222i

日本での発売は FOMA、mova の端末一覧を参照。

## spモード
spモードは2010年9月1日より提供が開始された、NTTドコモのスマートフォン向けに提供されている携帯電話IP接続サービスである。iモードとは別のインフラを利用しているが、一部重複している。
spモードを契約することにより、通常のiモードメールと同様に@docomo.ne.jp のドメインで、プッシュメール、絵文字、デコメールなどが利用可能となる。iモード解約と同時にspモードを契約すると、従来のiモードメールのアドレスを引き継ぐ形で設定できる。またiモードとspモードを重畳契約すると、docomo.ne.jp のアドレスを2つ持つことになるが、スマートフォンで2つ同時に利用できるわけでなく、1つのアドレスはiモード端末、もうひとつのアドレスはスマートフォンでドコモUIMカードを差し替えることで利用が可能となる。またその2つのアドレスは切り替えることも可能である。

## 海外展開

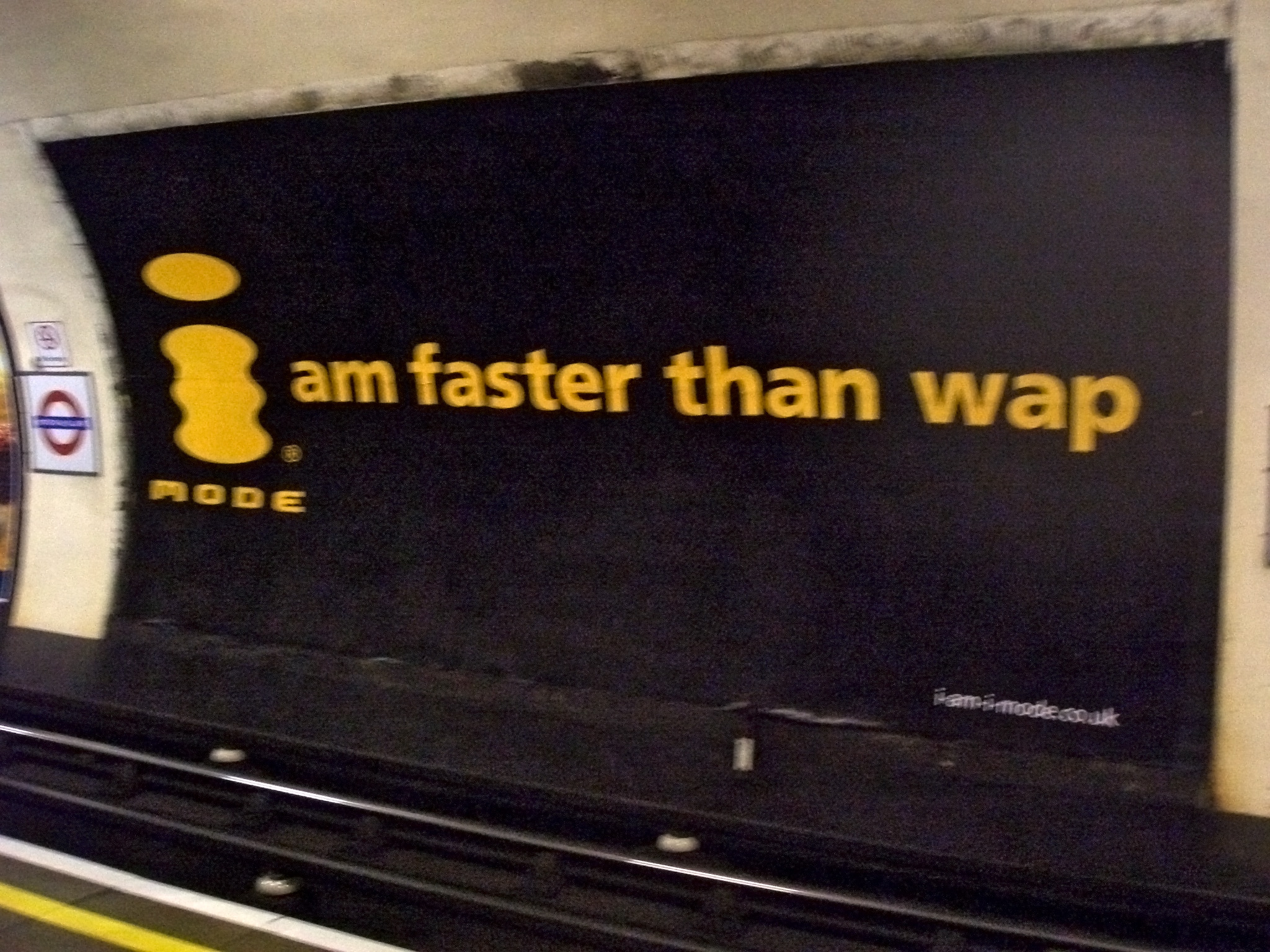
ロンドン地下鉄に掲出されたキャッチコピー

日本国外版iモードでは、iモードメールを「i-mode Mail」や「i-mail」と呼ぶ。画像などを添付するとiMMSという名前になる。
2002年ごろからドコモは諸外国の携帯電話サービス会社に対してiモードの技術と権利を供与し始めたが、様々な原因から日本国外展開は苦戦を強いられた。iモードの国際共通化や事業の多角化のために実施した海外投資で1兆5000億円にも上る損失を計上した。
失敗原因のうち、日本人と諸外国人との携帯電話の使い方の違いが大きな理由として挙げられる。日本ではおサイフケータイなどの多機能化が進んだが、諸外国においては通話とSMSを送受信が中心であり、携帯の使い方そのものが異なっていた。海外ではメールやネットはPCで行うのが一般的であり、携帯でメールを使用するのは BlackBerry などを使用する一部のビジネスマンのみとなっていた。一般のユーザーが携帯でメールやネットブラウズを行うようになるのは、フルブラウズが容易なインタフェースを強みとした iPhone が登場してからである。なお当初ドコモはiPhone販売に消極的で、SIMフリーとなっても販売しないとし、その理由はiPhoneがiモードをサポートしないためだと言明していた。
さらに携帯電話事業者が受け取るiモードの利益は、日本は10%であったのに対し海外では50%に上っていたことが、海外でのiモード不振に繋がったという意見がある。また、海外では日本のパケホーダイのような定額通信料プランが無かったため、「一体この通信で幾ら取られるのかわからない」という拒否感もiモードの発展を妨げた原因となった。
iPhone発表で通信業界に台頭した米Apple社のビジネスモデルは、iモードのものと近いという指摘もある。同社は2000年以降、後にiCloudとなるiToolsという自社製品ユーザー向け電子メールサービスを始め、iPhoneにはモバイルインターネット・コンテンツマーケット・課金徴収代行サービス（App Store）なども組み込んでいる。フルブラウズを可能とし、自前のメールサービスにこだわらず各個人が保有するメールアドレスを使うことも認め、自宅PCの環境をそのまま外に持ち出して使用できるようにしたことがiPhoneの人気の一因とされる。こういう経営判断はデバイスメーカーではないインフラ事業者としての立場をもつドコモには出来ない事であった。例えば、ドコモは通信品質やネットワークへのロードの考慮を最優先にする必要があった反面、アップルはあくまでもフリーライダーの立場であった。iモードの海外展開失敗とスマートフォンの台頭以降、通信キャリアの影響力は世界的に大きく減少している。

### 各国の状況
- 遠伝電信 - 台湾 サービス終了。
- ブイグテレコム - フランス
- テレフォニカ - スペインサービス終了。
- WIND - イタリア　同国第三位の携帯ブランドのWindが2003年に着手したが、ユーザーの伸び悩みから2009年12月をもって終了した。
- COSMOTE - ギリシャ、ルーマニア　2010年4月1日終了。
- テルストラ - オーストラリア 2007年終了[16][17]。
- O2 plc - イギリス、アイルランド、ドイツ　イギリスでは1000万ポンド（約25億円）の投資に対して利用者はわずか26万人だったという[18]。
- KPN - オランダ　2007年終了。
- スマート コミュニケーションズ - フィリピン
- スターハブ - シンガポール
- GLOBUL - ブルガリア　2010年4月1日終了。
- セルコム - イスラエル
- MTS - ロシア　サービス終了。
- ハチソン - 香港
- AT&Tワイヤレス - アメリカ　ドコモが大株主であった事情もあり、AT&Tワイヤレス版のiモードであるm-modeを展開し始めていたが、立ち上がってほどなくAT&Tワイヤレス自体がシンギュラーワイヤレスへの買収により消滅してしまった。

ある程度普及した数少ない例としてフランスがある。2002年4月にフランスのブイグテレコムがiモードの導入を発表した。他のiモード導入企業の敗因を分析してNTTドコモを手本としたためシェアが低いキャリアであるにもかかわらず2年で85万契約を達成した。同社のiモード本部長を務めたブノワ・ルヴェは成功の秘訣は「『ドコモに学べ』の一言に尽きる」と語っている。多くの国でi-modeを導入したキャリアは、i-modeで何が出来るのかを消費者に伝え切れていないとブイグテレコムは考えサービス内容を訴求する広告展開を行った事が普及に繋がった。
ブイグテレコムで人気のコンテンツはゲーム、着メロ、壁紙、占い、天気予報、ニュースなどであり、日本と大差が無いことが要因となった。さらに日本とフランスで共通しているのは、WAPが導入されたにもかかわらず失敗して別のサービスを導入しているキャリアが存在することである。i-modeとVodafone live!が競合していたのも日本と重なる。
また、フランス市場にはインデックスやヤマハなどがコンテンツの供給を発表し、日本でいち早くモバイルコンテンツでのノウハウを身につけた日本企業にビジネスチャンスもあった。

### 広告
- ルノーF1 - スペインのテレフォニカによって、2004年から2006年にかけスポンサーとして参加。

## テレビ番組
- 日経スペシャル ガイアの夜明け ｉモード台湾進出にかける男たち（2002年7月7日、テレビ東京）[22]。